# طواف كولومبيا 1999
طواف كولومبيا 1999 هو سباق دراجات هوائية أقيم بتاريخ يونيو 13 – يونيو 27، تكون السباق من 15 مرحلة وامتدّ لمسافة 2300 كم بسرعة 44.5403 كم/س، استغرق السباق 51 ساعة 38 دقيقة 19 ثانية.